# 斯里弗星
小行星1766（1766 Slipher）是一颗围绕太阳公转的小行星。1962年9月7日，印第安纳大学在摩根县发现了此天体。
該小行星以研究火星而聞名的美國行星天文學家厄爾·查爾斯·斯里弗和他的哥哥，美國天文學家維斯托·斯里弗命名。
这颗小行星的绝对星等为12.39等。